# Dilleria erichi
Dilleria erichi är en stekelart som beskrevs av Tereshkin 1994. Dilleria erichi ingår i släktet Dilleria och familjen brokparasitsteklar. Inga underarter finns listade i Catalogue of Life.